# Staphylococcus arlettae
Staphylococcus arlettae là một loài vi khuẩn Gram dương, coagulase âm tính thuộc chi Staphylococcus có chứa tụ cầu. Nó được phân lập từ da động vật có vú và chim, và kháng với Novobiocin.
Một dải băng của loài này được phân lập từ dòng phun ra của một nhà máy dệt có thể làm giảm nhuộm azo.